# Табылгыты (Нарынская область)
Табылгыты (кирг. Табылгыты) — высокогорное село в Жумгальском районе Нарынской области Кыргызстана. Административный центр Кабакского аильного округа.
Расположено на берегу одноимённой реки на высоте 1415 м.
Население в 2021 году составляло 517 человек. По переписи 2009 года тут проживали 403 чел.
Табылгыты - дословно, место, где произрастает таволга, спирея . В долине Табылгыты сохранились наскальные рисунки с двухметровым изображением верблюдов.